# تيكرت (تامدانت)
تيكرت هو دُوَّار يقع بجماعة آيت زينب، إقليم ورززات، جهة درعة تافيلالت في المملكة المغربية. ينتمي الدوّار لمشيخة تامدانت التي تضم 11 دوار. يقدر عدد سكانه بـ 533 نسمة حسب الإحصاء الرسمي للسكان والسكنى لسنة 2004.

## روابط خارجية
- البوابة الوطنية للجماعات الترابية نسخة محفوظة 12 مارس 2018 على موقع واي باك مشين.
- المندوبية السامية للتخطيط